# Hallerndorf
Hallerndorf er en kommune i Landkreis Forchheim i Regierungsbezirk Oberfranken i den tyske delstat Bayern.

## Geografi
Kommunen ligger mellem Erlangen og Bamberg i området hvor floden Aisch munder ud i Regnitz. Den grænser til tre landkreise Forchheim, Bamberg og Erlangen-Höchstadt.

### Inddeling
Der er i kommunen ud over Hallerndorf følgende landsbyer og bebyggelser: Trailsdorf, Willersdorf, Pautzfeld, Schnaid, Schlammersdorf, Haid og Stiebarlimbach.
Nabokommuner er (med uret fra nord):

Altendorf, Eggolsheim, Forchheim ,Hausen, Heroldsbach, Adelsdorf, Höchstadt an der Aisch, Hirschaid
- Wikimedia Commons har flere filer relateret til Hallerndorf